# Alexei Orlov
O conde Alexei Grigoryevich Orlov (em russo: Алексей Григорьевич Орлов), (5 de Outubro de 1737 - 5 de Janeiro de 1808) foi um soldado e estadista russo que se tornou conhecido durante o reinado de Catarina, a Grande.
Orlov prestou serviço militar no Exército Imperial Russo e, através do seu irmão, tornou-se um dos principais conspiradores no golpe que derrubou o czar Pedro III e o substituiu pela sua esposa, Catarina. O golpe, levado a cabo em 1762, teve sucesso e Pedro foi preso sob a vigilância de Alexei. Morreu pouco depois em circunstâncias misteriosas e acreditava-se que tinha sido Orlov ou a ordenar ou a matá-lo pessoalmente. Muito recompensado por Catarina depois da sua ascensão ao poder, os Orlov tornaram-se poderosos na corte. Alexei foi promovido e participou na Guerra Russo Turca de 1768-74, comandando uma expedição naval ao Mediterrâneo em 1770 que destruiu a frota otomana na Batalha de Chesma. Recebeu um título de vitória de Chesmensky. A vitória russa levou à revolta Orlov nos territórios gregos do Império Otomano.
Orlov ficou no Mediterrâneo e recebeu a pouco habitual ordem de seduzir e capturar a princesa Tarakanoff, uma pretendente ao trono russo. Orlov conseguiu cumprir a sua missão e conseguiu convencê-la a embarcar num navio que a levou para Livorno, onde foi presa e levada para a Rússia. O irmão de Alexei, Gregório, amante de Catarina antes e depois do golpe de estado, deixou de estar nas graças da imperatriz pouco depois e o poder dos Orlov na corte diminuiu. Alexei tornou-se um criador de gado de renome nas suas propriedades, tendo criado uma raça de cavalos que é conhecida por Trotador Orlov, tendo também popularizado a raça de galinhas Orlov. Deixou a Rússia após a morte de Catarina, mas regressou após a morte do filho dela, o czar Paulo I, e viveu na Rússia até à sua morte em 1808.

## Família e Primeiros Anos
Alexei nasceu em Lyubini in Tver Oblast, na família nobre dos Orlov, a 5 de Setembro de 1737, sendo filho de Gregório Ivanovich Orlov, governador de Novgorod, e irmão de Gregório Grigoryevich Orlov. Entrou no Regimento Preobrazhensky e, em 1762, tinha já chegado à posição de sargento. Distinguiu-se durante a Guerra dos Sete Anos, onde foi ferido na Batalha de Zorndorf. As descrições dizem que era um homem gigante, com mais de dois metros de altura, e um duelista de talento, uma actividade que lhe valeu uma cicatriz permanente na bochecha. Esta cicatriz fez com que recebesse a alcunha de 'cara de cicatriz'.

## Envolvimento no Golpe de 1762
Alexei Orlov envolveu-se no golpe de estado que derrubou o czar Pedro III e colocou a sua esposa Catarina no trono juntamente com o seu irmão Gregório. Neste golpe, levado a cabo em Julho de 1762, Alexei encontrou-se com Catarina no Palácio de Peterhof e, tendo-a encontrado ainda na cama, anunciou: "chegou a altura de reinar, Madame". Depois levou-a para São Petersburgo onde os regimentos de guardas proclamaram a sua lealdade à nova imperatriz. O czar foi preso em Ropsha sob a vigilância de Alexei Orlov, tendo vindo a morrer em circunstâncias misteriosas a 17 de Julho. Acredita-se que Alexei tenha sido o responsável pelo seu assassinato, quer por sua própria iniciativa, quer por ordem de Catarina. Um testemunho afirma que Alexei lhe colocou veneno no vinho, que
| “ | fez com que as suas veias ardessem. Isto levantou a suspeita do antigo imperador que se recusou a beber o copo seguinte. Eles recorreram à força e ele defendeu-se. Naquela luta horrenda, para abafar os seus gritos, atiraram-no ao chão e apertaram-lhe a garganta. Mas ele defendeu-se com a força que surge no desespero final e eles fizeram os possíveis para não o ferir. Colocaram uma correia de couro à volta do pescoço do imperador. Alexei Orlov ajoelhou-se em cima do seu peito e impediu-o de respirar. Morreu nas suas mãos. | ” |

Alexei terá escrito uma carta a Catarina após a morte de Pedro, confessando que Pedro tinha sido morto numa briga de bêbados com um dos seus carcereiros. A autenticidade desta carta já foi questionada. A causa oficial de morte foi um ataque de cólicas hemorrágicas.

## Favorito na Corte

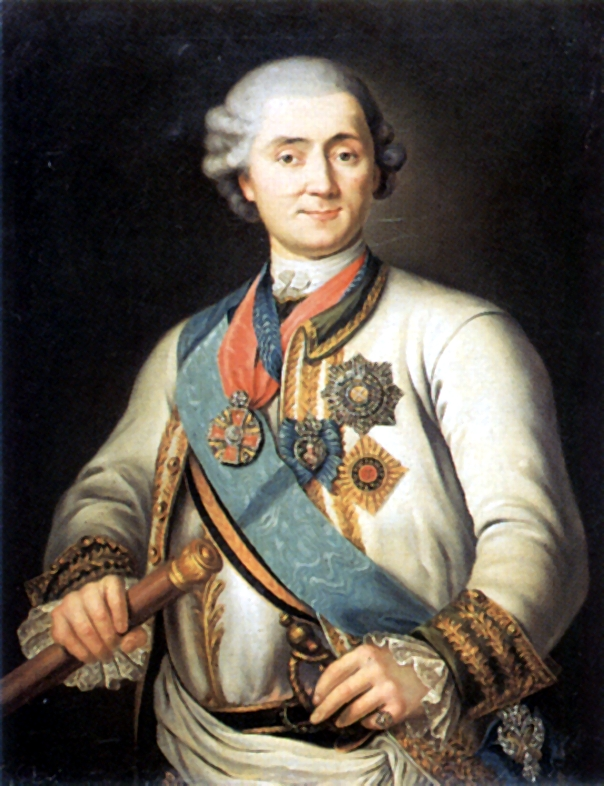
Alexei Orlov por Vigilius Eriksen.

Os Orlov foram compensados depois da subida de Catarina ao trono e Alexei foi promovido à posição de major-general e recebeu o título de conde. Com o irmão recebeu cinquenta mil rublos e oitocentos servos. Apesar de não ter tido uma educação formal e não falar línguas estrangeiras, Alexei interessava-se por ciências, tendo financiado Mikhail Lomonosov e Denis Fonvizin e mantido correspondência com Jean Jacques Rousseau. Foi um dos fundadores da Sociedade Económica Livre e o seu primeiro presidente eleito. Recompensado com grandes propriedades, começou a interessar-se pela criação de cavalos, tendo desenvolvido a raça do Trotador Orlov e popularizado uma raça de galinhas que também recebeu o nome de Orlov.
Participou na Guerra Russo-Turca de 1768-74, tendo organizado a Primeira Expedição ao Arquipélago e comandado um esquadrão da Marinha Imperial Russa. Lutou e ganhou a Batalha de Chesma contra uma frota turca a 5 de Julho de 1770, com a ajuda da marinha britânica e recebeu o título honorífico de Chesmensky. Também recebeu a Ordem de São Jorge, Primeira Classe. A sua expedição levou à Revolta Orlov na Grécia que, apesar de ter sido bem sucedida a inicio, não teve o apoio completo da Rússia e acabou por ser controlada pelos turcos. Alexei foi enviado na categoria de plenipotenciário para as negociações de Focşani em 1772, mas a sua impaciência fez com que estas falhassem, o que desagradou a imperatriz.
Depois, Catarina deu ordens a Alexei para entrar em contacto com Isabel Alekseyevna, uma pretendente ao trono russo que dizia ser filha da imperatriz Isabel da Rússia, e que a trouxesse para território russo. Alexei conseguiu cumprir a missão fingindo que era um apoiante dela e depois conseguiu seduzi-la. Convenceu-a a entrar num navio em Livorno em Maio de 1775, onde foi presa pelo almirante Samuel Greig e levada para a Rússia onde foi presa e depois morta. Pouco depois de completar este serviço, os Orlov deixaram de estar nas boas graças da imperatriz e foram dispensados das suas posições. Alexei instalou-se no Palácio de Neskuchni em Moscovo onde dava bailes e jantares luxuosos que fizeram dele "o homem mais popular de Moscovo."
Após a morte de Catarina em 1796, o novo czar, Paulo I, ordenou que o corpo do seu pai, Pedro III, se voltasse a enterrar numa grande cerimónia. Alexei Orlov recebeu ordens para levar a Coroa Imperial em frente do caixão. Orlov deixou a Rússia durante o reinado de Paulo, mas regressou a Moscovo após a sua morte e a subida ao trono de Alexandre I. Orlov comandou a milícia do quinto distrito durante a Guerra da Quarta Coligação de 1806-07, que foi criada quase inteiramente com o seu dinheiro.
Morreu em Moscovo a 5 de Janeiro de 1808. Deixou uma herança de cinco milhões de rublos e trinta mil servos.

## Casamento e Descendência
Orlov casou-se com Eudokia Nikolaevna Lopukhina no dia 6 de Maio de 1782. Deste casamento nasceram uma filha, Ana (1785-1848), e um filho, Ivan (1786-1787). Eudokia morreu ao dar à luz Ivan, em 1786. Também se pensa que Alexei terá tido um filho ilegitimo chamado Alexandre (1763-1820).